# 雷德蘭茲大學

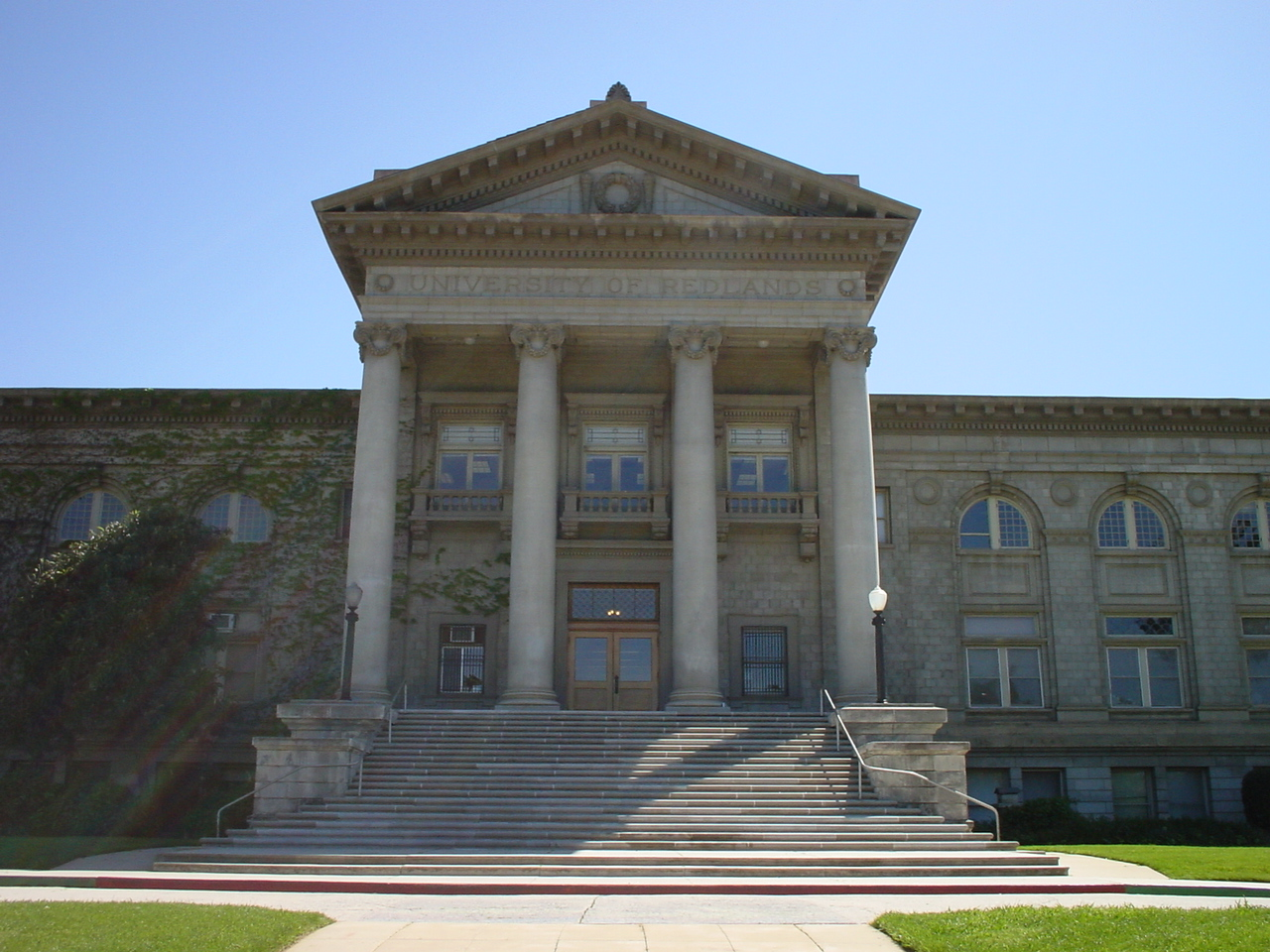
雷德蘭茲大學

雷德蘭茲大學（University of Redlands）是位於美國加利福尼亞州雷德蘭茲的一所私立大學，1907年成立時是浸信會的分支機構，1972年獨立，但仍然與美北浸禮會保持著一定的關係。2015年《美國新聞與世界報道》將其排在“西部地區大學”類中的第12位。

## 外部連結
- University of Redlands （页面存档备份，存于）
- University of Redlands Athletics （页面存档备份，存于）
- 美國地質調查局地名資訊系統：雷德蘭茲大學

34°03′47″N 117°09′50″W / 34.06306°N 117.16389°W